# Burg Lichtenberg (Elsass)
Die Burg Lichtenberg, franz. Château de Lichtenberg, ist eine Burgruine in der Gemeinde Lichtenberg. Die Burg war erster Mittelpunkt der Herrschaft Lichtenberg und wurde bis zum Deutsch-Französischen Krieg als Festung genutzt.

## Lage
Die Ruine der einstigen Höhenburg liegt auf 480 m oberhalb von Lichtenberg im Gebiet der in Frankreich so genannten Nordvogesen, zwischen La Petite-Pierre (20 Straßenkilometer) und Niederbronn-les-Bains (18 Straßenkilometer), nahe der deutsch-französischen Grenze. Vom Parkplatz in der Ortsmitte von Lichtenberg führen Fußwege in ca. 10 Minuten zur Burg.

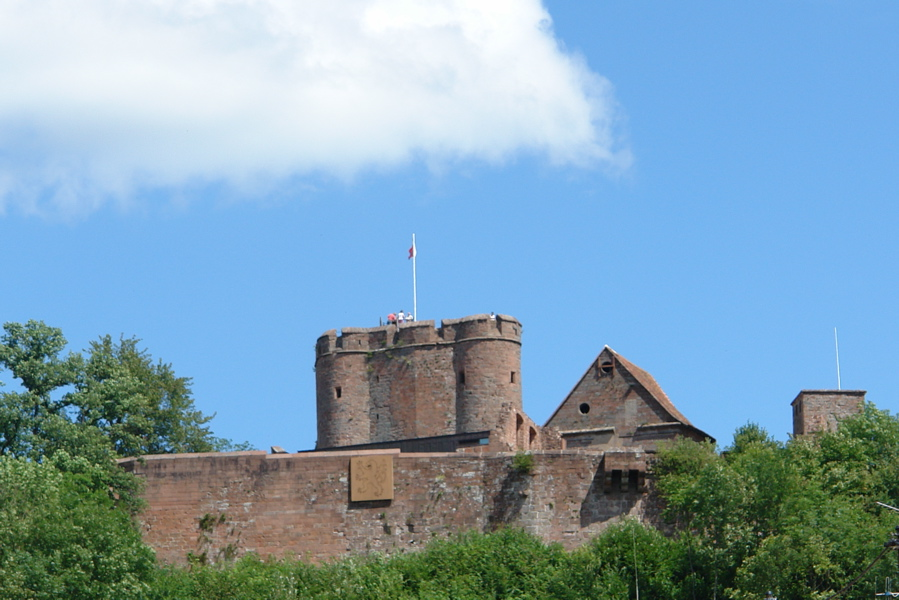
Blick auf die Burg aus Lichtenberg

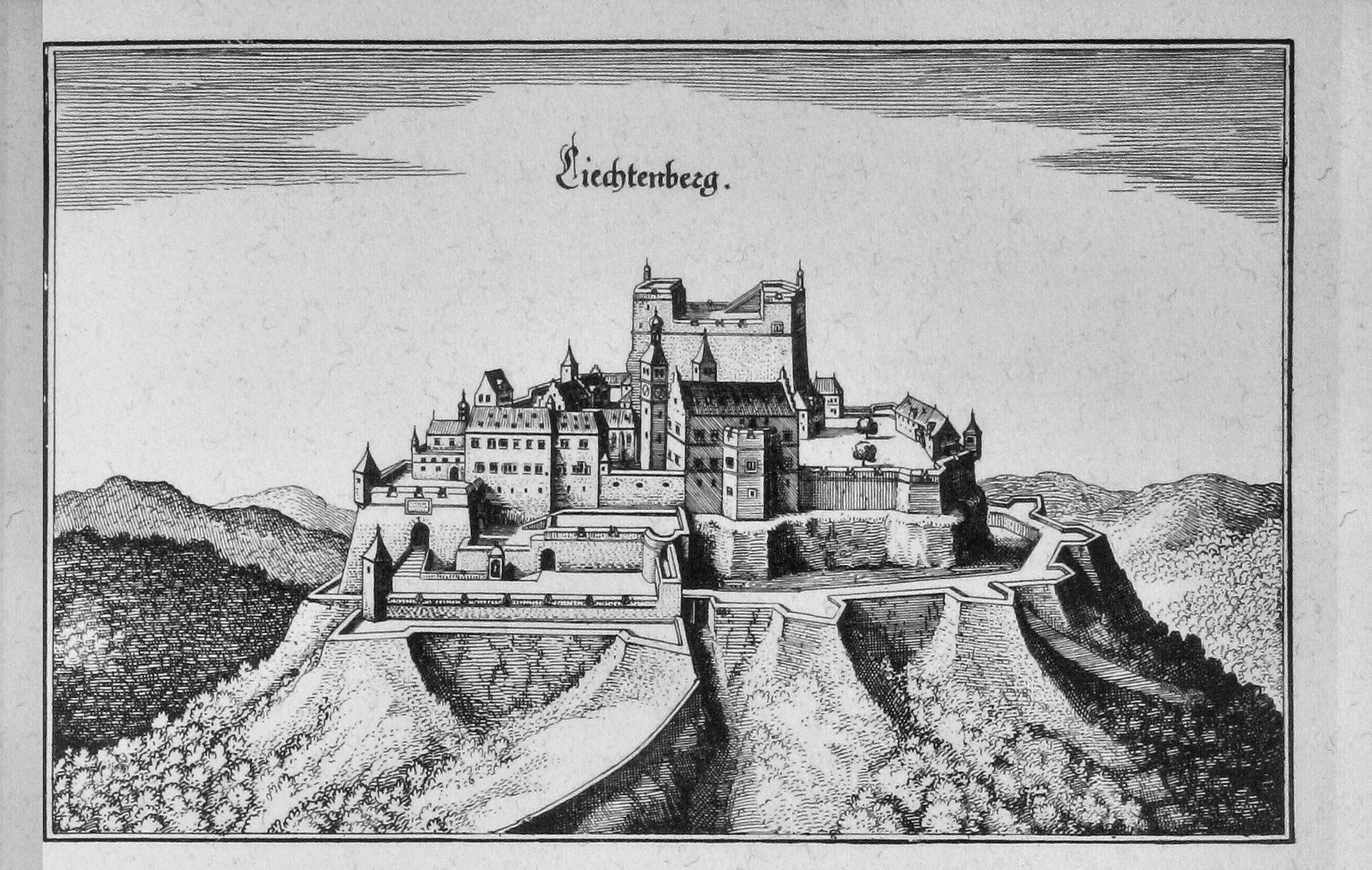
Kupferstich nach Matthäus Merian

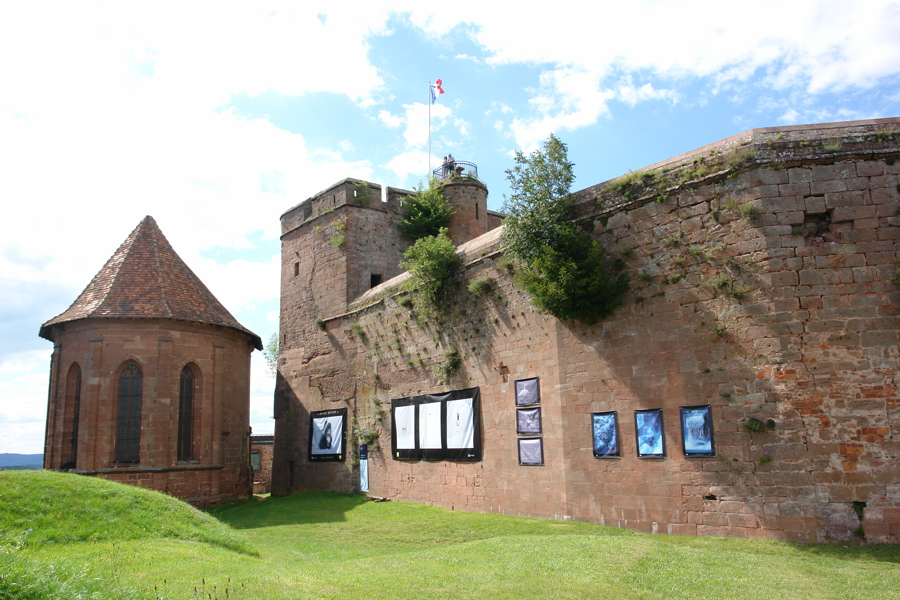
Moderne Fotokunst auf alten Mauern (Juli 2007), Links die Burgkapelle

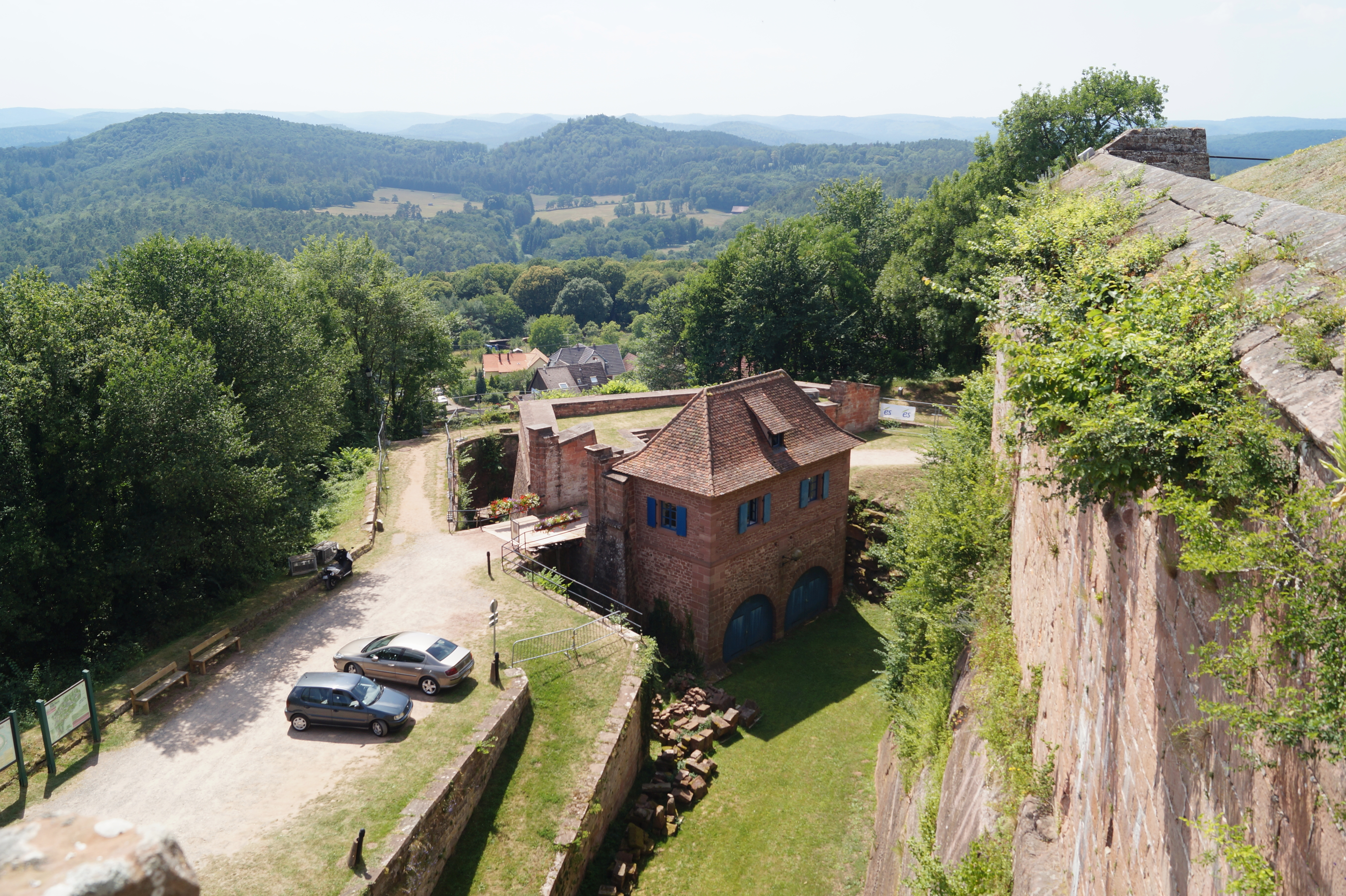
Vorgelagertes Wachhaus, heute Museumskasse

## Beschreibung
Die Burg ist von einem breiten tiefen Festungsgraben umgeben, der nur an einer Stelle den Zugang ermöglicht. Am Burggraben stehend zeigt die Burg nur hohe glatte Mauern ohne Fenster. Im Inneren der Burganlage finden sich neben den Bauten Terrassen- und Wiesenflächen. Im ehemaligen „westlichen Wohnhaus“ aus dem 15. und 16. Jahrhundert mit seinen für das Elsass außergewöhnlichen Rundfenstern sind moderne Ausstellungsräume integriert. Das „Waffenarsenal“ aus dem 16. Jahrhundert wurde zu einem großen Ausstellungsraum umgebaut und es wurde ein freitragendes Auditorium, das aus der alten Struktur der Burg herausragt, aufgebaut. Von der Artillerie-Terrasse von 1840 aus bietet sich rundum eine weite Sicht. Teile der Burganlage und alle Ausstellungsräume sind barrierefrei zugänglich.
Eine spätgotische Burgkapelle ist gut erhalten. Sie war der Dreifaltigkeit gewidmet. An der den Türmen zugewandten Seite war ein Bildnis des Heiligen Christophorus aufgemalt. Die Kapelle diente auch dem Ort Lichtenberg selbst als Kirche, da er keine eigene besaß.

## Geschichte

### Mittelalter
Die Burg wurde um 1230 durch die Herren von Lichtenberg erbaut. Sie war ein Lehen des Bischofs von Straßburg an die Herren von Lichtenberg.  Sie lag auf dem Territorium des Heiligen Römischen Reichs.
Seit dem Tod Ludwig I. von Lichtenberg 1252 war das Haus Lichtenberg in zwei Linien gespalten, denen in zwei Schritten etwa um 1330 und im Jahr 1335 eine Realteilung der Herrschaft zwischen den drei Linien des Hauses folgte. Dabei blieb die Burg Lichtenberg zwischen dem älteren und dem mittleren Familienzweig gemeinsamer Besitz. Das hatte zur Folge, dass 1342 eine gesonderte Vereinbarung darüber getroffen werden musste, wer hier welche Rechte und Pflichten hatte. Es folgten weitere Teilungen, als weitere Familienzweige entstanden. Dies führte auch immer zu baulichen Veränderungen in der Burg, da die Familienzweige nicht immer konfliktfrei miteinander umgingen: Die Bereiche der einzelnen Familienzweige in der Vorburg wurden mit Mauern umgeben und – vertrug man sich wieder – mit Türen versehen.
Nochmals geteilt wurde – nach inzwischen wiedervereinigter Herrschaft – 1440, als der Streit zwischen den Brüdern Ludwig V. von Lichtenberg (* 1417; † 1474) und Jakob von Lichtenberg anders nicht ausgleichbar schien: Die Burg Lichtenberg sollte dabei erneut ein Kondominium bilden.
Nach dem Aussterben der Lichtenberger mit Jakob 1480 bildete die Burg erneut ein Kondominium, diesmal zwischen den Erben, den Grafen von Hanau-Lichtenberg und den Grafen von Zweibrücken-Bitsch.

### Militäranlage der Neuzeit
1570 kam es zum nächsten großen Erbfall: Graf Jakob von Zweibrücken-Bitsch (* 1510; † 1570) und sein schon 1540 verstorbener Bruder Simon V. Wecker hinterließen nur jeweils eine Tochter. Die Tochter des Grafen Jakob, Margarethe (* 1540; † 1569), war mit Philipp V. von Hanau-Lichtenberg (* 1541; † 1599) verheiratet. Zu dem sich aus dieser Konstellation ergebenden Erbe zählte auch die zweite, nicht bereits durch Hanau-Lichtenberg regierte, Hälfte der Herrschaft Lichtenberg, und damit auch die Zweibrücken-Bitscher Hälfte an der Burg Lichtenberg. Der Erbe, Philipp V., beauftragte noch im gleichen Jahr Daniel Specklin mit der Modernisierung der Wehranlage. Allerdings wurde die Burg 1678 von unter dem Kommando des Marschalls Créquy stehenden Truppen Ludwigs XIV. gewaltsam besetzt und 1680 im Rahmen der sogenannten Reunionspolitik – wie nahezu der gesamte linksrheinische Teil der Grafschaft Hanau-Lichtenberg – vom Königreich Frankreich annektiert.
1736 starb mit Graf Johann Reinhard III. der letzte männliche Vertreter des Hauses Hanau. Aufgrund der Ehe seiner einzigen Tochter, Charlotte (* 1700; † 1726), mit dem Erbprinzen Ludwig (VIII.) (* 1691; † 1768) von Hessen-Darmstadt fiel die Grafschaft Hanau-Lichtenberg – und damit auch die Burg Lichtenberg – nach dort. Im Zuge der Französischen Revolution fiel dann der linksrheinische Teil der Grafschaft Hanau-Lichtenberg – und damit auch die Burg – an Frankreich. Sie wurde weiter militärisch genutzt. Im Deutsch-Französischen Krieg wurde die zur Festung ausgebaute Burg 1870 durch württembergisches Militär zerstört.

### Kulturdenkmal
Die deutsche Verwaltung stellte die Burg 1878 unter Denkmalschutz, was nach dem Ersten Weltkrieg und dem Rückwechsel des Elsass unter französische Souveränität von den französischen Behörden 1930 bestätigt wurde. 1957 wurde die Burg vom Verteidigungsministerium an die Wasser- und Forstverwaltung abgegeben und ging 1970 in das Eigentum der Gemeinde Lichtenberg über.
1993 begann ein umfangreiches von den Architekten Andrea Bruno (Italien) und Jean-Pierre Laubal (Paris) geplantes Restaurierungsprojekt, das noch nicht abgeschlossen ist. Neben Reparatur- und Konservierungsmaßnahmen am historischen Baubestand wurden – nicht unumstritten – moderne architektonische Elemente in die bestehende Bausubstanz integriert. So entstanden Räume für eine Dauerausstellung mit Videopräsentationen, ein Raum für wechselnde Kunstausstellungen, ein Museum für Fossilien der Region und ein Auditorium für Vorträge, Präsentationen und Filmvorführungen.

## Burgmannen
Burgmannen für die Burg Lichtenberg stellten folgende Familien des Niederadels:
- Baltram von Buchsweiler[13]
- von Hochfelden[14]
- Kaltesche[15]
- von Mittelhausen[16]
- von Straßburg[17]